# Mexico op de Olympische Zomerspelen 1932
Mexico nam deel aan de Olympische Zomerspelen 1932 in Los Angeles, Verenigde Staten. Na twee edities zonder medailles werden nu twee zilveren medailles behaald.

## Medailleoverzicht
| Sport       | Olympiër          | Onderdeel              | Medaille |
| ----------- | ----------------- | ---------------------- | -------- |
| Boksen      | Francisco Cabañas | -50,8kg (m)            | Zilver   |
| Schietsport | Gustavo Huet      | 50m geweer liggend (m) | Zilver   |

## Deelnemers en resultaten
(m) = mannen, (v) = vrouwen 

### Atletiek
| Olympiër                                                                       | Discipline             | Resultaat | Prestatie                                       |
| ------------------------------------------------------------------------------ | ---------------------- | --------- | ----------------------------------------------- |
| Jesús Moraila                                                                  | 100m (m)               | 22e       | serie 4: 4de in 11,2                            |
| Fernando Ortiz                                                                 | 100m (m)               | 17e       | serie 1: 3de in 11,2 kwartfinale 1: 5de in 11,0 |
| Fernando Ramírez                                                               | 100m (m)               | 24e       | serie 5: 4de in 11,4                            |
| Everardo Múzquiz                                                               | 200m (m)               | 24e       | serie 6: 5de in 23,0                            |
| Fernando Ramírez                                                               | 200m (m)               | DNS       | serie 3: niet gestart                           |
| Enrique Sánchez                                                                | 200m (m)               | 22e       | serie 2: 4de in 22,8                            |
| Manuel Álvarez                                                                 | 400m (m)               | 22e       | serie 4: 6de in 49,9                            |
| Ricardo Argüello                                                               | 400m (m)               | 27e       | serie 6: 4de in 50,9                            |
| Carlos de Anda                                                                 | 400m (m)               | 21e       | serie 2: 4de in 49,8                            |
| José Lucílo Iturbe                                                             | 800m (m)               | 14e       | serie 2: 7de in 1.55,6                          |
| Amilio Rodríguez                                                               | 800m (m)               | DNS       | niet gestart                                    |
| Miguel Vasconcelos                                                             | 800m (m)               | 19e       | serie 3: 7de in 2.00,0                          |
| Jaime Merino                                                                   | 1500m (m)              | DNS       | serie 2: niet gestart                           |
| Pedro Ortíz                                                                    | 1500m (m)              | series    | serie 3: 6de in 4.18,0                          |
| Amilio Rodríguez                                                               | 1500m (m)              | series    | serie 1: 7de                                    |
| Valentín González                                                              | 5000m (m)              | series    | serie 2: 8ste in 16.00,0                        |
| Juan Morales                                                                   | 5000m (m)              | DNF       | serie 1: niet gefinisht                         |
| Valentín González                                                              | 10000m (m)             | DNS       | niet gestart                                    |
| Juan Morales                                                                   | 10000m (m)             | 7e        | 32.03,0                                         |
| Federico Gamboa                                                                | 110m horden (m)        | 15e       | serie 3: 6de in 15,4                            |
| Roberto Sánchez                                                                | 110m horden (m)        | 17e       | serie 4: 4de in 15,7                            |
| Alfonso González                                                               | 400m horden (m)        | 17e       | serie 1: 5de in 56,7                            |
| Jesús Moraila Everardo Múzquiz Fernando Ortiz Fernando Ramírez Enrique Sánchez | 4x100m (m)             | 22e       | serie 2: niet gestart                           |
| Ricardo Argüello Jesús Moraila Manuel Álvarez Carlos de Anda                   | 4x400m (m)             | 7e        | serie 2: 4de in 3.28,5                          |
| Santiago Hernández                                                             | marathon (m)           | DNS       | niet gestart                                    |
| Margarito Pomposo                                                              | marathon (m)           | 20e       | 3:10.51                                         |
| Esteban Crespo                                                                 | verspringen (m)        | 10e       | 5,83m                                           |
| Salvador Alanís                                                                | hink-stap-springen (m) | 15e       | 13,28m                                          |
| Jesús Aguirre                                                                  | kogelstoten (m)        | DNS       | niet gestart                                    |
| Jesús Aguirre                                                                  | discuswerpen (m)       | DNS       | niet gestart                                    |
| Francisco Robledo                                                              | discuswerpen (m)       | DNS       | niet gestart                                    |
| Miguel Camberos                                                                | speerwerpen (m)        | 13e       | 41,71m                                          |
| Adolfo Clouthier                                                               | speerwerpen (m)        | 12e       | 46,38m                                          |
| Francisco Robledo                                                              | hamerslingeren (m)     | 11e       | 41,61m                                          |
|                                                                                |                        |           |                                                 |
| María Uribe                                                                    | speerwerpen (v)        | 7e        | 33,66m                                          |

### Boksen
| Olympiër          | Discipline  | Resultaat | Prestatie |
| ----------------- | ----------- | --------- | --- |
| Francisco Cabañas | -50,8kg (m) | Zilver    | 1ste ronde: vrij kwartfinale: W van RSA Duke: punten halve finale: W van GBR Pardoe: punten finale: V van HUN Énekes: punten |
| Sabino Tirado     | -54kg (m)   | 9e        | 1ste ronde: V van USA Lang: punten                                                                                           |
| Miguel Araico     | -57,2kg (m) | 9e        | 1ste ronde: V van USA Hines: punten                                                                                          |
| Manuel Ponce      | -61,2kg (m) | 8e        | 1ste ronde: V van FRA Mayor: punten                                                                                          |
| Al Romero         | -66,7kg (m) | 9e        | 1ste ronde: V van GBR McCleave: gediskwalificeerd                                                                            |
| Manuel Cruz       | -72,6kg (m) | 5e        | 1ste ronde: vrij kwartfinale: V van USA Barth: punten                                                                        |

### Moderne vijfkamp
| Olympiër          | Discipline | Resultaat | Prestatie      |
| ----------------- | ---------- | --------- | -------------- |
| Humberto Anguiano | mannen     | DNF       | niet gefinisht |
| José Morales      | mannen     | 24e       | 109,0 punten   |
| Miguel Ortega     | mannen     | 21e       | 95,0 punten    |

### Paardensport
| Olympiër           | Discipline  | Resultaat | Prestatie      |
| Dressuur           | Dressuur    | Dressuur  | Dressuur       |
| ------------------ | ----------- | --------- | -------------- |
| Gabriel Gracida    | individueel | 9e        | 601,50 punten  |
| Eventing           |             |           |                |
| José Pérez Allende | individueel | DNF       | niet gefinisht |
| Armando Barriguete | individueel | DNF       | niet gefinisht |
| Springconcours     |             |           |                |
| Andrés Bocanegra   | individueel | DNF       | niet gefinisht |
| Carlos Mejia       | individueel | DNF       | niet gefinisht |
| Procopio Ortíz     | individueel | DNF       | niet gefinisht |

### Schermen
| Olympiër                                                                 | Discipline      | Resultaat | Prestatie                                                                           |
| ------------------------------------------------------------------------ | --------------- | --------- | ----------------------------------------------------------------------------------- |
| Gerónimo Delgadillo                                                      | degen (m)       | 27e       | 1ste ronde groep 2: 10de met 4 punten                                               |
| Eduardo Prieto                                                           | degen (m)       | 15e       | 1ste ronde groep 1: 6de met 7 punten halve finale 1: 8ste met 4 punten              |
| Eduardo Prieto Souza                                                     | degen (m)       | 21e       | 1ste ronde groep 3: 7de met 4 punten                                                |
| Gerónimo Delgadillo Eduardo Prieto Souza Eduardo Prieto Francisco Valero | degen team (m)  | 5e        | 1ste ronde groep 3: 1ste halve finale 1: 3de met 0 overwinningen                    |
| Leobardo Candiani                                                        | floret (m)      | 25e       | 1ste ronde groep 1: 7de met 0 overwinningen                                         |
| Raymundo Izcoa                                                           | floret (m)      | 19e       | 1ste ronde groep 3: 8ste met 2 overwinningen                                        |
| Eduardo Prieto                                                           | floret (m)      | 19e       | 1ste ronde groep 2: 7de met 2 overwinningen                                         |
| Raymundo Izcoa Leobardo Candiani Eduardo Prieto Jesús Sánchez            | floret team (m) | 5e        | 1ste ronde groep 2: 3de met 0 overwinningen                                         |
| Gerónimo Delgadillo                                                      | sabel (m)       | 19e       | 1ste ronde groep 1: 7de met 1 overwinning                                           |
| Antonio Haro                                                             | sabel (m)       | 16e       | 1ste ronde groep 3: 3de met 5 overwinningen halve finale 1: 8ste met 1 overwinning  |
| Francisco Valero                                                         | sabel (m)       | 13e       | 1ste ronde groep 2: 6de met 2 overwinningen halve finale 1: 9de met 2 overwinningen |
| Antonio Haro Francisco Valero Gerónimo Delgadillo Francisco Valero       | sabel team (m)  | 6e        | 1ste ronde groep 2: 4de met 0 overwinningen                                         |
|                                                                          |                 |           |                                                                                     |
| Eugenia Escudero                                                         | floret (v)      | 14e       | 1ste ronde groep 1: 9de met 0 overwinningen                                         |

### Schietsport
| Olympiër          | Discipline             | Resultaat | Prestatie  |
| ----------------- | ---------------------- | --------- | ---------- |
| Carlos Guerrero   | 50m geweer liggend (m) | 10e       | 290 punten |
| Gustavo Huet      | 50m geweer liggend (m) | Zilver    | 294 punten |
| Gustavo Salinas   | 50m geweer liggend (m) | 11e       | 289 punten |
| Arnulfo Hernández | 50m geweer liggend (m) | 7e        | 29 punten  |
| Gustavo Salinas   | 50m geweer liggend (m) | 7e        | 28 punten  |
| Arturo Villanueva | 50m geweer liggend (m) | 4e        | 29 punten  |

### Schoonspringen
| Olympiër          | Discipline    | Resultaat | Prestatie     |
| ----------------- | ------------- | --------- | ------------- |
| Alonso Mariscal   | 3m plank (m)  | 13e       | 88,32 punten  |
| Antonio Mariscal  | 3m plank (m)  | 12e       | 97,28 punten  |
| Federico Mariscal | 3m plank (m)  | 10e       | 111,98 punten |
| Carlos Curiel     | 10m toren (m) | 5e        | 83,82 punten  |
| Jesús Flores      | 10m toren (m) | 6e        | 77,94 punten  |

### Turnen
| Olympiër               | Discipline            | Resultaat | Prestatie   |
| ---------------------- | --------------------- | --------- | ----------- |
| Ismael Mosqueira       | rekstok (m)           | 9e        | 32,8 punten |
| Francisco José Álvarez | brug (m)              | 15e       | 41,2 punten |
| Vicente Mayagoitia     | brug (m)              | 13e       | 44,9 punten |
| Ismael Mosqueira       | paard voltige (m)     | 10e       | 41,8 punten |
| Francisco José Álvarez | indiaanse knotsen (m) | 4e        | 25,4 punten |

### Wielersport
| Olympiër        | Discipline       | Resultaat | Prestatie                                    |
| Sprint          | Sprint           | Sprint    | Sprint                                       |
| --------------- | ---------------- | --------- | -------------------------------------------- |
| Enrique Heredia | sprint (m)       | 9e        | 1ste ronde: 3de 1ste ronde herkansingen: 3de |
| Ernesto Grobet  | tijdrit (m)      | 9e        | 1.25,2                                       |
| Weg             |                  |           |                                              |
| Manuel Diaz     | wegwedstrijd (m) | 33e       | 3:01.08,2                                    |

### Worstelen
| Olympiër       | Discipline  | Resultaat   | Prestatie                                                 |
| Vrije stijl    | Vrije stijl | Vrije stijl | Vrije stijl                                               |
| -------------- | ----------- | ----------- | --------------------------------------------------------- |
| Fidel Arellano | -61kg (m)   | 7e          | 1ste ronde: V van FRA Chasson 2de ronde: V van GBR Taylor |
| Raúl López     | -72kg (m)   | 9e          | 1ste ronde: V van USA van Bebber                          |

### Zwemmen
| Olympiër          | Discipline           | Resultaat | Prestatie               |
| ----------------- | -------------------- | --------- | ----------------------- |
| Ignacio Gutiérrez | 400m vrije slag (m)  | 16e       | serie 2: 4de in 5.29,1  |
| Manuel Villegas   | 400m vrije slag (m)  | 18e       | serie 3: 5de in 5.54,2  |
| Ignacio Gutiérrez | 1500m vrije slag (m) | 13e       | serie 3: 4de in 22.39,2 |
| Manuel Villegas   | 1500m vrije slag (m) | 15e       | serie 4: 4de in 23.40,0 |
| Pablo Zierold     | 200m schoolslag (m)  | 18e       | serie 3: 5de in 3.15,2  |

Argentinië · Australië · België · Brazilië · Brits-Indië · Canada · Colombia · Denemarken · Duitsland · Estland · Filipijnen · Finland · Frankrijk · Griekenland · Groot-Brittannië · Haïti · Hongarije · Ierland · Italië · Japan · Joegoslavië · Letland · Mexico · Nederland · Nieuw-Zeeland · Noorwegen · Oostenrijk · Polen · Portugal · Republiek China · Spanje · Tsjecho-Slowakije · Uruguay · Verenigde Staten · Zuid-Afrika · Zweden · Zwitserland